# Fontaine-au-Pire
Fontaine-au-Pire é uma comuna francesa na região administrativa de Altos da França, no departamento do Norte. Estende-se por uma área de 7.57 km². Em 2010 a comuna tinha 1 236 habitantes (densidade: 163,3 hab./km²).